# 医道審議会
医道審議会（いどうしんぎかい）は、日本の厚生労働省の審議会等の一つ。厚生労働省設置法第6条第1項に基づき設置され、その細目は同法第10条及び医道審議会令（政令）に定められる。

## 組織

### 委員等
- 30人以内の委員により構成される。また、必要に応じ、臨時委員、専門委員を置くことができる。
- 委員及び臨時委員は、日本医師会会長、日本歯科医師会会長、学識経験者の中から、専門委員は、該当する専門事項の学識経験者の中から、それぞれ厚生労働大臣が任命する。
- 委員の任期は2年で、再任可能である。臨時委員、専門委員は必要とされる調査審議（専門委員は調査のみ）の終了とともに解任となる。
- 委員のうち1人は、委員間の互選により会長となる。会長は審議会を代表し、会務を総理する。
- 会長に事故のあるときは、あらかじめ会長により指名された委員が会長代理としてその職務を代行する。
- 委員（会長を含む）、臨時委員、専門委員はすべて非常勤とされる。

### 分科会及び部会
- 審議会には各専門分野別に分科会を置く。
  - 医道分科会、医師分科会、歯科医師分科会、保健師助産師看護師分科会、理学療法士作業療法士分科会、あん摩マッサージ指圧師、はり師、きゅう師及び柔道整復師分科会、薬剤師分科会、死体解剖資格審査分科会（平成20年3月31日改正医道審議会令）
- 審議会直下、または各分科会に、部会を置くことができる。

## 権限
- 医師・歯科医師（医道分科会[2]による）、薬剤師（薬剤師分科会[3]による）、保健師・看護師（保健師助産師看護師分科会看護倫理部会[4]による）、理学療法士・作業療法士（理学療法士作業療法士倫理部会[5]による）の免許取消・停止などの行政処分とその手続を行う。
- そのほか、看護師等の人材確保に関する指針作成、死体解剖保存法に基づく死体解剖資格の認定、各種国家試験の内容・合格基準作成、等に関する諮問に対して、答申することなどが定められている。

## 問題点、批判
医道審議会は医師等に対するチェック機関として設置されているが、実際にはその役割をあまり果たしてはおらず、問題行為を繰り返す医師等に甘く、本来なら行うべき免許剥奪の措置を行うことが非常にまれであり、それによって医師等による悪徳行為を事実上助長し、結果として被害者を増やしている、と批判されることがある。
厚生労働省は、医師等の行政処分対象者の氏名や勤務する病院等を一般に公開していない。それに加え、医業停止処分中の者でも、医師免許は奪われていないという理由から、医師と名乗ることを禁止していない。このため、行政処分対象者が免許の停止期間中に医療行為を行っていたとしても、患者等には判別のしようがない。また、医師等が医業停止処分を受けた経歴については、報道されない限り知られることはない。戒告であっても懲戒処分が官報に掲載され、業務停止期間中に自らを弁護士として記載した名刺等を手渡す等の行為が発覚しただけで再度懲戒処分の対象となる弁護士に比べて、大変甘い位置づけになっている。
また、医師等に対する行政処分は、医師法第7条の規程により、後述する第4条の各号に該当する行為があった場合に行われることになっている。このうち、第4条の3「罰金以上の刑に処せられた者」は、その刑事罰が確定した場合と解釈されている。このため、医療過誤を起こした医師等が、賠償金等の提示によって、患者等への示談を持ちかけて刑事告訴を取り下げさせれば、当該医師等は行政処分の審議の対象者にされない。また、医師等が刑事事件を起こしても、行政処分が決定する日までは、当該医師等は医業を継続することが可能である。厚生労働省はこれらの問題を改善しておらず、そのことが、リピーター医師と呼ばれる、医療ミスを繰り返し、医師賠償責任保険への請求を繰り返し行う医師が後を絶たない状況をもたらしていると報じられている。

## 医師免許取消し及び処分の要件
医師が、医師法第4条に規定する下記各号のいずれかに該当する行為を行ったとき、又は医師としても品位を損するような行為のあったとき、医師法第7条により、厚生労働大臣は、医道審議会の意見を聴いたうえで、戒告、三年以内の医業の停止または免許の取り消しの処分をすることができる。
一 心身の障害により医師の業務を適正に行うことができない者として厚生労働省令で定めるもの
二 麻薬、大麻又はあへんの中毒者
三 罰金以上の刑に処せられた者
四 前号に該当する者を除くほか、医事に関し犯罪又は不正の行為のあつた者
医道審議会は医道分科会は、2002年（平成14年）12月23日、「医師及び歯科医師に対する行政処分の考え方について」と題する文書を公表し、以後、これに順次改訂を行なって、行政処分に関する意見を決定する際によるべき指針を示している。
他方で、審議が非公開とされていることから、個別の事案について、具体的にいかなる理由から当該処分内容が答申されたのかを検証することはできない。
医師に対する行政処分が決定されるまでの流れ
罰金以上の刑に処せられた医師については、法務省から厚生労働省に対して、判決の結果及び事実の要旨等の情報提供がされる。
処分対象となる医師を把握した厚生労働省は、都道府県庁を通じて、当該医師に対して行政処分対象事案報告書の提出を求める。この報告書によって、厚生労働省は、刑事処分詳細とともに、事件当時に医師が所属していた医療機関の概要を把握する。
厚生労働省は、行政処分対象事案報告書及び判決謄本等を勘案して、意見陳述のための手続を決定する。免許取消処分が想定される場合には意見の聴取という手続により、免許取消処分が想定されない場合には弁明の聴取という手続により処分が決定される。

## 医業停止と免許取消
医業停止については停止期間が満了すれば、その後は医師として医業に従事することができるが、免許取消は基本的に「永久剥奪」であり、二度と医師免許が交付されることは無い（厳密には医師国家試験を再度受験することは可能だが、合格しても交付されない）。これは、医師法の交付要件に「医事に関し不正のあったもの」には交付を行わないと明記されているためである。長い時間をかけて「更生したこと」が証明されれば資格が戻る可能性がある弁護士資格とは大きく異なる。
免許取消処分を受けた医師については，「その者がその取消しの理由となつた事項に該当しなくなつたとき、その他その後の事情により再び免許を与えるのが適当であると認められるに至つたとき」には「再免許を与えることができる。」と定められている（医師法7条2項）。
「罰金以上の刑に処せられた者」として免許取消処分を受けた場合には、法的に刑が消滅（実刑であれば罰金は刑期満了から5年、禁錮以上は刑期満了から10年、執行猶予であれば執行猶予の終了）することで、「取消しの理由となつた事項に該当しなくなつたとき」との要件に該当することとなる。
もっとも、「その処分の日から起算して五年を経過しない者」については再免許付与の対象とはならないため、執行猶予期間が満了しても免許取消処分から5年を経過していないような場合には再免許は与えられない。
医師免許の再交付された例は極めて少ないが、近年では2007年(平成19年)9月27日、2016年（平成28年）2月26日の医道審議会において再免許を付与する旨の答申がされている。

## 行政処分の厳格化
長らく、刑事事件で有罪判決が確定するまで医師への行政処分は下らないと考えられていたが、富士見産婦人科病院事件では刑事裁判で起訴されなかったものの民事訴訟で医療行為の責任が認定された医師に対して行政処分が下ったことから、有罪とならなくとも行政処分となる可能性はあると考えられている。

## 行政処分を受けた医師に対する再教育
医業停止処分を受けた医師は、医業停止期間を過ぎれば、特段の条件なく医業に復帰することができる。実際に、医業停止処分を受けた医師の多くは、後に臨床現場に復帰して医業を再開している。現在、厚生労働省において検討されている行政処分を受けた医師に対する再教育は、単に義務づけられるものと捉えるのではなく、自らの職業倫理・医療技術が医業を行うに当たって問題がないことを確認し、再び医業に復帰するに当たって自らの能力と適性に応じた適切な場を選択する機会と位置付けられる。しかしながら、医業停止処分を受けていない医師であっても、医療ミスを複数回繰り返し、医業を行う能力と適性が欠落していると言わざるを得ない者が、医師免許を剥奪されることなく、名前も公表されず、現在も医療行為を続けていることが報じられている。